# モーリス・ラクロア

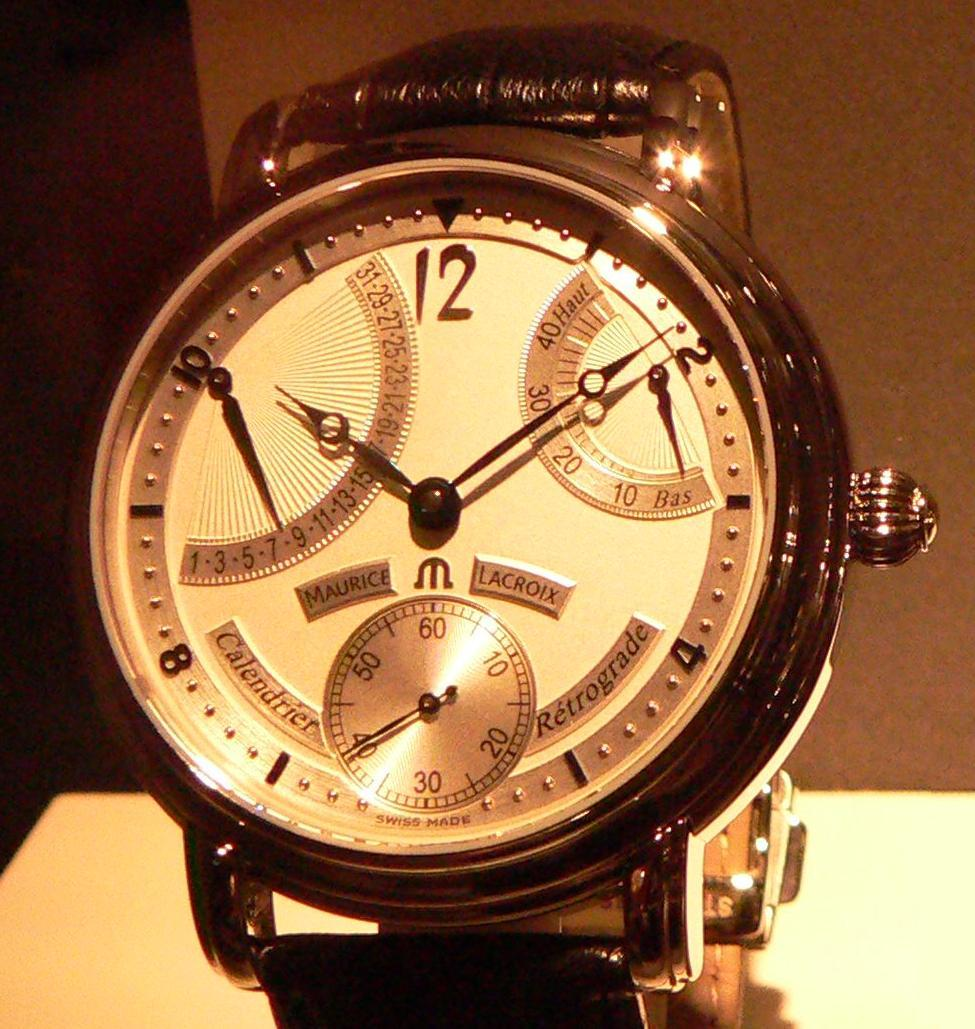
モーリス・ラクロアの時計

モーリス・ラクロア（Maurice Lacroix SA ）はスイスの時計メーカー、及びそのブランドである。本社はチューリッヒ、製造拠点はジュラ州セイネレジェにある。ベルリンマラソン、3x3ワールドツアーの公式計時としておなじみ。

## 歴史
- 1889年 - チュ−リッヒにデスコ・ド・シュルテスが設立された[2]。
- 1946年 - デスコ・ド・シュルテスが高級時計販売に参入した[2]。
- 1961年 - デスコ・ド・シュルテスがセイネレジェにあった時計工房の経営に参加した。
- 1975年 - モーリス・ラクロアブランドで最初の時計が販売された[2]。
- 2001年10月1日 -  デスコ・ド・シュルテスの一部門であったモーリス・ラクロアが独立法人組織となった。